# Francesca Comencini
Pour les articles homonymes, voir Comencini.
Francesca Comencini est une réalisatrice et scénariste italienne, née à Rome le 19 août 1961.
Elle est la fille du réalisateur Luigi Comencini, et la sœur de Cristina, Paola et Eleonora Comencini qui font aussi carrière au cinéma.

## Biographie
Fille de Luigi et sœur de Paola, Cristina et Eleonora, Francesca Comencini s'inscrit à la faculté de philosophie pour ensuite l'abandonner en 1982. La même année, elle déménage en France, où elle rencontre le producteur Daniel Toscan du Plantier, son futur mari. Là, elle réalise son premier film, construit sur l'histoire de deux jeunes drogués, Pianoforte, qui remporte le Prix Vittorio De Sica. Elle collabore ensuite avec son père Luigi au scénario d'Un enfant de Calabre, avant de réaliser La Lumière du lac (1988).
Par la suite, elle donnera à ses films un style le plus possible documentaire, réalisant même de véritables documentaires comme le numéro 127 d'Un siècle d'écrivains consacré à Elsa Morante en 1995, Shakespeare à Palerme en 1997, In fabbrica en 2007 ou Carlo Giuliani, ragazzo (2002) qui évoque les faits du G8 de Gênes. Shakespeare à Palerme est présenté hors-concours dans la sélection officielle du Festival de Cannes, s'appuie sur la mise en scène d'une pièce de théâtre de Carlo Cecchi. 
Parmi ses films de fiction, on peut noter Zeno (2001),  présenté à Un certain regard au Festival de Cannes 2001, J'aime travailler (Mi piace lavorare (Mobbing)), présenté en section Panorama du Festival de Berlin 2004 et vainqueur du prix œcuménique de ce même festival, Lo spazio bianco (2009), présenté en compétition pour le Lion d'or à la Mostra de Venise, et Une journée à Rome (Un giorno speciale, 2012), également présenté en concours à la Mostra.
En 2014, elle coréalise avec Stefano Sollima et Claudio Cupellini Gomorra - La série, transposition à la télévision du roman homonyme de Roberto Saviano.
En 2016, elle s'occupe de la mise en scène et de la régie du spectacle Tante facce nella memoria, tiré de récits de six femmes romaines au sujet du massacre des Fosses ardéatines recueillis par Alessandro Portelli.

## Filmographie

### Cinéma
- 1984 : Pianoforte
- 1988 : La Lumière du lac
- 1991 : Annabelle partagée
- 1998 : Shakespeare à Palerme (Shakespeare a Palermo) (documentaire)
- 2001 : Zeno (Le parole di mio padre)
- 2001 : Un altro mondo è possibile (documentaire collectif sur les émeutes anti-G8 de Gênes de 2001)
- 2002 : Carlo Giuliani, ragazzo (documentaire)
- 2004 : J'aime travailler (Mi piace lavorare - Mobbing)
- 2004 : Visions of Europe, segment Anna Lives in Marghera
- 2006 : A casa nostra
- 2009 : Lo spazio bianco (adapté du roman de Valeria Parrella)
- 2012 : Une journée à Rome (Un giorno speciale)
- 2017 : Amori che non sanno stare al mondo
- 2024 : Prima la vita (Il tempo che ci vuole)

### Télévision
- 1997 : Un siècle d'écrivains n°127 : Elsa Morante (documentaire)
- 2007 : In fabbrica
- 2014-2016 : Gomorra (série télévisée)
- 2019 : Luna nera
- 2023 : Django (série télévisée)

## Décoration

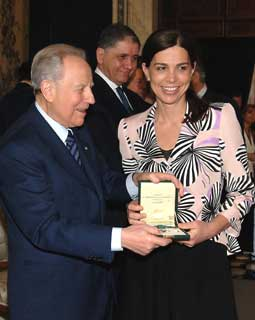
Francesca Comencini lors de la remise en 2005 de l'insigne d'officier des mains du président Carlo Azeglio Ciampi.

- Officier de l'ordre du Mérite de la République italienne (2005)

## Distinctions
- Festival du film italien d'Annecy 2004 : Prix Sergio-Leone pour J'aime travailler

## Publications
- Ilaria Gatti, Francesca Comencini. La poesia del reale, Le Mani, Genova 2011
- Francesca Comencini, Famiglie, Fandango, Roma 2011
- Francesca Comencini, Amori che non sanno stare al mondo, Fandango, Roma 2013